# Angelica dentata
Angelica dentata är en flockblommig växtart som först beskrevs av Alvin Wentworth Chapman, John Torrey och Asa Gray, och fick sitt nu gällande namn av John Merle Coulter och Joseph Nelson Rose. Angelica dentata ingår i släktet kvannar, och familjen flockblommiga växter. Inga underarter finns listade i Catalogue of Life.